# Lucilla Boari
Lucilla Boari (Mantua, 24 de março de 1997) é uma arqueira profissional alemã, medalhista olímpica.

## Carreira
Boari participou da prova de tiro com arco individual nos Jogos Olímpicos de Verão de 2020 em Tóquio, conquistando a medalha de bronze. Além disso, ela competiu por seu país nos Jogos do Mediterrâneo de 2018 e nos Jogos Europeus de 2019, nos quais ganhou uma medalha individual de ouro e prata, respectivamente.